# Nodong
Rodong (로동) est une famille de missiles balistiques moyenne portée nord-coréens qui comprend :
- le Rodong-1 : missile à carburant liquide et d'une portée de 1 000  à   1 300 km ;
- le Rodong-B appelé aussi BM25 Musudan : missile à carburant liquide et d'une portée estimée à 3 200 km.